# Leonid Natanowitsch Tschertkow
Leonid Natanowitsch Tschertkow (russisch Леонид Натанович Чертков, wiss. Transliteration Leonid Natanovič Čertkov, Aussprache [lʲɪɐˈnʲit nəˈtanəvʲɪtʃʲ tʃʲɪrtˈkɔf]; * 14. Dezember 1933 in Moskau; † 28. Juni 2000 in Köln) war ein russischer Dichter, Prosaschriftsteller, Literaturwissenschaftler und Übersetzer.

## Leben
Leonid Tschertkow wurde in die jüdische Familie eines Berufssoldaten geboren. Er studierte von 1952 bis 1956 an der Moskauer Bibliothekshochschule. 1953 gründete er den Kreis Mansarde, dem ca. 30 zensurunabhängige Moskauer Dichter angehörten (u. a. Stanislaw Krassowizki, Andrei Sergejew und Galina Andrejewa) und der auch als „Tschertkow-Gruppe“ bekannt war. Daneben beschäftigte er sich mit der russischen Literatur des Silbernen Zeitalters und mit ausländischer Poesie. 1957 wurde er verhaftet und für „antisowjetische Propaganda“ zu 5 Jahren Lagerhaft verurteilt, die er in einem Lager in Mordwinien verbüßte. Während der Haft war er Herausgeber des Gefangenen-Almanachs „Fünfstromland“, und 1961 erschien eines seiner Gedichte in der Moskauer Samisdat-Zeitschrift „Phönix“.
Nach der Entlassung 1962 lebte Tschertkow in Moskau und arbeitete in der Fundamentalen Bibliothek für Gesellschaftswissenschaften der Sowjetischen Akademie der Wissenschaften. Hier publizierte er den Band „Nerastankino“ mit seinen Gedichten im Samisdat. Zu seinen Freunden gehörten Gennadi Aigi, Dmitri Plawinski, Wadim Kosowoi und Lew Turtschinski. Von 1966 bis 1974 lebte er in Leningrad, wo er ein Fernstudium an der Universität Tartu und der Pädagogischen Universität Leningrad aufnahm, welches er 1968 abschloss. Er befasste sich mit der russischen Literaturgeschichte und schrieb eine Vielzahl von Aufsätzen, darunter rund 100 Artikel für die „Kurze Literaturenzyklopädie“, die zwischen 1964 und 1978 erschienen (nach seiner Emigration unter dem Pseudonym L. Moskwin). Über viele aus politischen Gründen verschwiegene russische Schriftsteller des 20. Jahrhunderts, vor allem Dissidenten und Emigranten (u. a. Vladimir Nabokov, Anna Radlowa, Sigismund Krschischanowski, Alexander Tschajanow, Wladislaw Chodassewitsch, Dmitri Swjatopolk-Mirski, Irina Odojewzewa, Nikolai Burljuk, Wilhelm Sorgenfrei, Georgi Tschulkow, Sergei Solowjow), schrieb er die ersten in der Sowjetunion veröffentlichten Artikel und machte sie dadurch erst in ihrer Heimat bekannt. Daneben übersetzte er Gedichte aus dem Englischen. Tschertkow stand in engem Kontakt mit Joseph Brodsky, Lew Lossew, Sergei Dowlatow, Konstantin Asadowski und Alexander Lawrow. Die Literaturwissenschaftlerin Tatjana Nikolskaja war von 1966 bis 1974 seine Ehefrau.
Im Jahr 1974 reiste Tschertkow aus der Sowjetunion aus. Er lebte zunächst in Wien und arbeitete dann als Dozent in Toulouse. 1980 kam er nach Köln, wo er von 1980 bis 1985 auf Einladung Wolfgang Kasacks an der Universität zu Köln unterrichtete. In dieser Zeit besorgte er Werkausgaben von Konstantin Waginow (München 1982) und Wladimir Narbut (Paris 1983).
Seine Gedichte und Prosa erschienen zunächst in Emigrantenzeitschriften und -zeitungen (z. B. Russkaja Mysl) und seit 1993 auch in russischen Literaturzeitschriften (z. B. Nowy Mir). Außerdem erschienen in Deutschland und posthum auch in Russland mehrere Gedichtbände.
Am 28. Juni 2000, im Alter von 66 Jahren, erlitt Tschertkow in der Bibliothek des Slavischen Instituts der Universität zu Köln einen tödlichen Herzinfarkt.

## Werke (Auswahl)
- Ognepark, Köln 1987.
- Smalta, Köln 1997.

Das Archiv der Forschungsstelle Osteuropa an der Universität Bremen verwahrt einen großen Teil von Tschertkows Nachlass. In diesem befinden sich biographische Materialien, seine Werke und Korrespondenzen.